# Zhù
Zhù es el séptimo rey de la Dinastía legendaria Xia. Zhù tomó el trono en el año de Yiji (己巳) y vivió en Yuan (Jiyuan) (原). En el 5º año de su régimen movió su capital de Yuan a Laoqiu (Kaifeng). En el octavo año de su régimen surcó el Mar de China Oriental e invadió Sanshou.